# 比西 (瓦兹省)
比西（法語：Bussy，法語發音：[bysi]）是法国瓦兹省的一个市镇，属于贡比涅区。

## 地理
比西（49°37'31"N, 2°58'56"E）面积3.87 平方千米，位于法国上法蘭西大區瓦兹省，该省份为法国北部内陆省份，北起索姆省，西接厄尔省和滨海塞纳省，南至塞纳-马恩省和瓦兹河谷省，东临埃纳省。
与比西接壤的市镇（或旧市镇、城区）包括：博兰莱努瓦永、康帕涅、卡蒂尼、克里索勒、弗雷图瓦堡、让夫里、米朗库尔、塞迈兹。

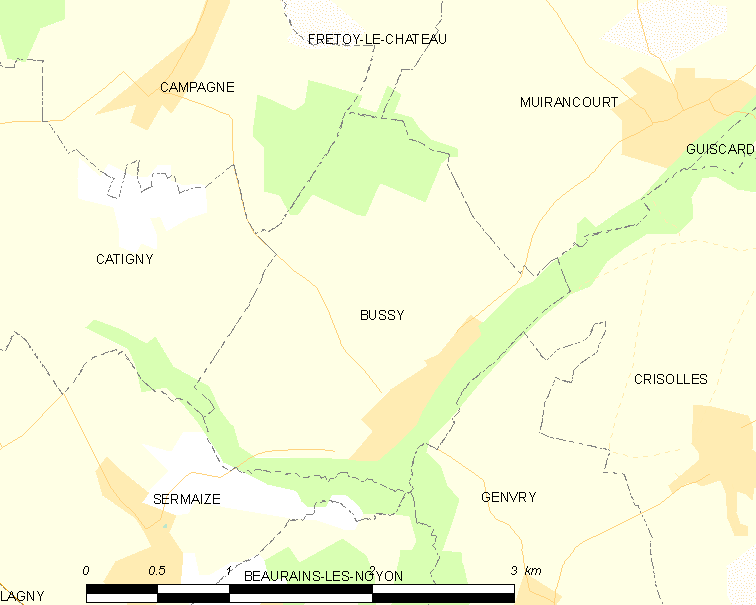
的OSM定位图

比西的时区为UTC+01:00、UTC+02:00（夏令时）。

## 行政
比西的邮政编码为60400，INSEE市镇编码为60117。

## 政治
比西所属的省级选区为努瓦永县。

## 人口

1962-2008年间人口变化图示

比西于2022年1月1日时的人口数量为308人。